# Mike Danton
Pour les articles homonymes, voir Danton (homonymie).
Michael Danton (né Michael Sage Jefferson le 21 octobre 1980 à Brampton dans la province de l'Ontario au Canada) est un joueur professionnel canadien de hockey sur glace.

## Carrière
Mike Danton joue au niveau junior dans la Ligue de hockey de l'Ontario avec les Sting de Sarnia, le St. Michael's Majors de Toronto et les Colts de Barrie. Il atteint la finale de la coupe Memorial avec Barrie où ils s'inclinent devant l'Océanic de Rimouski en 2000.
Les Devils du New Jersey font de lui leur choix de cinquième ronde (le 135e choix au total) lors du Repêchage d'entrée dans la LNH 2000. Il ne joue que deux rencontres avec le New Jersey en 2000-2001, évoluant le reste de la saison avec le club-école des Devils dans la Ligue américaine de hockey, les River Rats d'Albany.
Il manque la saison 2001-2002 à la suite d'une suspension imposé par les Devils pour avoir refusé de se joindre au River Rats en début de saison. Des problèmes personnels font en sorte qu'à l'été 2002, il change officiellement son nom de Jefferson pour celui de Danton.
Jefferson prend part à 17 rencontres avec les Devils la saison suivante avant d'être à nouveau suspendu par l'équipe pour avoir refusé de retourner au club-école. Il est échangé à l'été 2003 au Blues de Saint-Louis pour qui il joue une saison.
Après l'élimination des Blues lors des séries éliminatoires de 2004, Danton est mis en état d'arrestation par le Bureau fédéral d'investigation (FBI) pour avoir engagé les services d'un tueur à gages.
Le 8 novembre 2004, il est reconnu coupable de complot pour meurtre sur la personne de son ancien agent, David Frost et reçoit une condamnation de sept ans et demi de prison.
Libéré sur parole le 11 septembre 2009 après 63 mois d'incarcération, Mike Danton retourne dans le monde du hockey et rejoint les Huskies de l'Université Saint Mary.

## Statistiques en carrière
| Saison     | Équipe                          | Ligue          |    | Saison régulière | Saison régulière | Saison régulière | Saison régulière | Saison régulière |   | Séries éliminatoires | Séries éliminatoires | Séries éliminatoires | Séries éliminatoires | Séries éliminatoires |
| Saison     | Équipe                          | Ligue          | PJ | B                | A                | Pts              | Pun              | PJ               | B | A                    | Pts                  | Pun                  |                      |                      |
| 1996-1997  | Blues de Bramalea               | LHJO           | 6  | 1                | 2                | 3                | 18               | -                | - | -                    | -                    | -                    |                      |                      |
| 1996-1997  | Hawks de Bancroft               | MetJHL         | 35 | 10               | 18               | 28               | 281              | -                | - | -                    | -                    | -                    |                      |                      |
| 1997-1998  | Sting de Sarnia                 | LHO            | 12 | 6                | 1                | 7                | 37               | -                | - | -                    | -                    | -                    |                      |                      |
| 1997-1998  | St. Michael's Majors de Toronto | LHO            | 18 | 4                | 6                | 10               | 77               | -                | - | -                    | -                    | -                    |                      |                      |
| 1998-1999  | Cougars de Burlington           | LHJO           | 1  | 0                | 0                | 0                | 0                | -                | - | -                    | -                    | -                    |                      |                      |
| 1998-1999  | St. Michael's Majors de Toronto | LHO            | 27 | 18               | 22               | 40               | 116              | -                | - | -                    | -                    | -                    |                      |                      |
| 1998-1999  | Colts de Barrie                 | LHO            | 26 | 15               | 20               | 35               | 62               | 9                | 6 | 5                    | 11                   | 38                   |                      |                      |
| 1999-2000  | Colts de Barrie                 | LHO            | 58 | 34               | 53               | 87               | 203              | 25               | 7 | 16                   | 23                   | 107                  |                      |                      |
| 2000       | Colts de Barrie                 | Coupe Memorial | -  | -                | -                | -                | -                | 5                | 1 | 1                    | 2                    | 13                   |                      |                      |
| 2000-2001  | River Rats d'Albany             | LAH            | 69 | 19               | 15               | 34               | 195              | -                | - | -                    | -                    | -                    |                      |                      |
| 2000-2001  | Devils du New Jersey            | LNH            | 2  | 0                | 0                | 0                | 6                | -                | - | -                    | -                    | -                    |                      |                      |
| 2002-2003  | Devils du New Jersey            | LNH            | 17 | 2                | 0                | 2                | 35               | -                | - | -                    | -                    | -                    |                      |                      |
| 2003-2004  | Blues de Saint-Louis            | LNH            | 68 | 7                | 5                | 12               | 141              | 5                | 1 | 0                    | 1                    | 2                    |                      |                      |
| 2009-2010  | Huskies de Saint Mary           | SIC            | 7  | 3                | 1                | 4                | 22               | 9                | 6 | 3                    | 9                    | 6                    |                      |                      |
| 2010-2011  | Huskies de Saint Mary           | SIC            | 28 | 3                | 2                | 5                | 30               | 5                | 2 | 0                    | 2                    | 0                    |                      |                      |
| 2011-2012  | IFK Ore                         | Division 1     | 27 | 16               | 25               | 41               | 54               | -                | - | -                    | -                    | -                    |                      |                      |
| 2011-2012  | Orli Znojmo                     | EBEL           | 19 | 4                | 5                | 9                | 65               | 4                | 0 | 0                    | 0                    | 11                   |                      |                      |
| 2012-2013  | Kramfors-Alliansen              | Division 1     | 22 | 22               | 16               | 38               | 82               | -                | - | -                    | -                    | -                    |                      |                      |
| 2012-2013  | HC ’05 Banská Bystrica          | Extraliga Slo. | 14 | 3                | 7                | 10               | 12               | 5                | 0 | 1                    | 1                    | 18                   |                      |                      |
| 2013-2014  | Beïbarys Atyraou                | Kaz            | 25 | 4                | 11               | 15               | 49               | -                | - | -                    | -                    | -                    |                      |                      |
| 2013-2014  | HSC Csíkszereda                 | MOL Liga       | 13 | 2                | 5                | 7                | 14               | -                | - | -                    | -                    | -                    |                      |                      |
| 2013-2014  | KH Sanok                        | PHL            | 11 | 4                | 11               | 15               | 20               | 14               | 1 | 7                    | 8                    | 16                   |                      |                      |
| 2014-2015  | KH Sanok                        | PHL            | 42 | 18               | 34               | 52               | 166              | 3                | 1 | 4                    | 5                    | 4                    |                      |                      |
| 2015-2016  | STS Sanok                       | PHL            | 42 | 10               | 26               | 36               | 48               | 13               | 3 | 10                   | 13                   | 4                    |                      |                      |
| 2016-2017  | 3L de Rivière-du-Loup           | LNAH           | 24 | 9                | 17               | 26               | 31               | 9                | 1 | 2                    | 3                    | 4                    |                      |                      |
| Totaux LNH | Totaux LNH                      | Totaux LNH     | 87 | 9                | 5                | 14               | 182              | 5                | 1 | 0                    | 1                    | 2                    |                      |                      |

## Transactions en carrière
- Repêchage 2000 : réclamé par les Devils du New Jersey (5e choix de l'équipe, 135e au total).
- 2 octobre 2001 : suspendu pour la saison par les Devils pour avoir refusé de jouer avec les River Rats d'Albany.
- 3 décembre 2002 : suspendu pour le reste de la saison par les Devils pour avoir refusé de jouer avec Albany.
- 21 juin 2003 : échangé par les Devils avec leur choix de troisième tour au repêchage de 2003 (Konstantin Zakharov) aux Blues de Saint-Louis en retour du choix de troisième tour des Blues au repêchage de 2003 (Ivan Khomutov).